# الشجرة (يريم)

تعديل مصدري - تعديل

الشجرة هي إحدى حارات حي يريم بمدينة يريم أحد مدن محافظة إب، بلغ تعداد سكانها 2076 نسمة حسب تعداد اليمن لعام 2004.